# La Chaussée-Tirancourt

La Chaussée-Tirancourt este o comună în departamentul Somme, Franța. În 1 ianuarie 2022 avea o populație de 693 de locuitori.